# 陈远武
陈远武（1931年9月—2010年10月7日），男，贵州修文人，中华人民共和国政治人物，曾任中共安顺地委书记，贵州省人大常委会副主任，第九届全国人大代表。